# ۲۱ ذی‌القعده
۲۱ ذیقعده، بیست و یکمین روز از ماه ذیقعده در تقویم هجری قمری است.
در تقویم هجری قمری قراردادی این روز سیصد و شانزدهمین روز سال است.

## وقایع
- حملهٔ «آقا محمدخان قاجار» به شمال غربی ایران(۱۲۱۰ ق)

۳️⃣• آغاز صدارت «امیرکبیر» صدراعظم با کفایت ناصرالدین شاه قاجار(۱۲۶۴ ق)

## زادگان
- ۱۳۱۷ - حسن فتحی، مهندس معمار مصری.

## درگذشتگان
- «ابن نفیس» طبیب مسلمان و کاشف گردش ریوی خون (۶۸۷ ق)
- آیت اللَّه «سید یونس اردبیلی» عالم شیعه (۱۳۷۷ ق)